# Nauški
Nauški (in russo Наушки?) è un insediamento di tipo urbano della Russia, situato nella Repubblica di Buriazia; si trova a sud del lago Bajkal, a pochi chilometri dal confine con la Mongolia.

## Storia
Nei pressi dell'odierno centro abitato esisteva una torre di guardia già nel XVIII secolo, tra gli allora esistenti Impero russo e cinese. Con l'arrivo della ferrovia Transmongolica alla fine degli anni trenta, e la costruzione della relativa stazione, si sviluppò il villaggio che divenne indipendente nel 1952, fino ad acquisire lo status di insediamento di tipo urbano il 4 ottobre 1954.

## Economia
L'economia dell'insediamento è strettamente legata alla sua posizione di confine e alla ferrovia, sono presenti un deposito della Ferrovia orientale siberiana ed altre strutture afferenti alla movimentazione merci e trasporti.